# Mladějov (zámek)
Zámek Mladějov vznikl na nejvýše položeném místě obce Mladějov v okrese Jičín.  Zámeček se nachází uprostřed parku. Zámeček ani park nejsou přístupné veřejnosti.

## Historie
Původně se jednalo o dřevěnou stavbu ze 14. století. Mezi nejznámější majitele zámečku patřil Albrecht z Valdštejna. Mladějov spadal pod panství na Kosti.
Zámek prošel četnými přestavbami, jejichž stopy jsou zde patrné. Během války Marie Terezie a Fridricha II. zde sídlil velitel rakouského vojska Josef II., měl zde i svůj hlavní štáb. Další známou osobností, která zámeček navštívila, byl František Josef Gerstner, který zde zemřel a je pochován na místním hřbitově (téměř sousedící se zámečkem).
Ve 20. století se zámeček stal zprvu zemědělským učilištěm a následně internátem, v 80. a začátkem 90. let 20. století sloužil jako středisko jazykové přípravy zahraničních studentů. V roce 1992 byl zámek restituován, jeho novou majitelkou se stala Gabriela Hamacherová, vnučka původní majitelky. V lednu 2002 byl zámeček zcela zdevastován požárem. Zachránilo se pouze obvodové zdivo. Příčiny požáru nejsou známy, avšak velký podíl na zničení zámečku měly silné mrazy. Majitelka zámečku G. Hamacherová nechala zámeček znovu vybudovat. Jeho obnova byla ukončena v roce 2005.

## Zrušení památkové ochrany
Mladějovský zámek byl pod katalogovým číslem 1000141097 zapsán na státním seznamu nemovitých památek do 20. ledna 2003, následně z důvodu změn po požáru bylo od památkové ochrany tohoto objektu upuštěno.